# Picco Ismail Samani
Il picco Ismail Samani (in tagico Қуллаи Исмоили Сомонӣ?, Qullai Ismoili Somoni; in russo Пик Исмоила Сомони?, pik Ismoila Somoni) è la più alta montagna del Tagikistan.
Misura 7495 m s.l.m. ed è la terza vetta del Pamir dopo il Kungur e il Muztagata.
Fino al 1991 era nel territorio dell'Unione Sovietica, di cui costituiva il più alto rilievo e, per tale ragione, noto come Picco del Comunismo (in russo пик Коммунизма?, pik Kommunizma).
Tale denominazione fu tenuta per i primi sette anni di vita del Tagikistan dopo lo scioglimento dell'URSS.
In precedenza, fu anche la montagna più alta dell'Impero russo.
Il nome attuale è un omaggio a Ismail Samani, emiro e condottiero dell'Impero samanide nell'IX-X secolo era volgare.

## Geografia

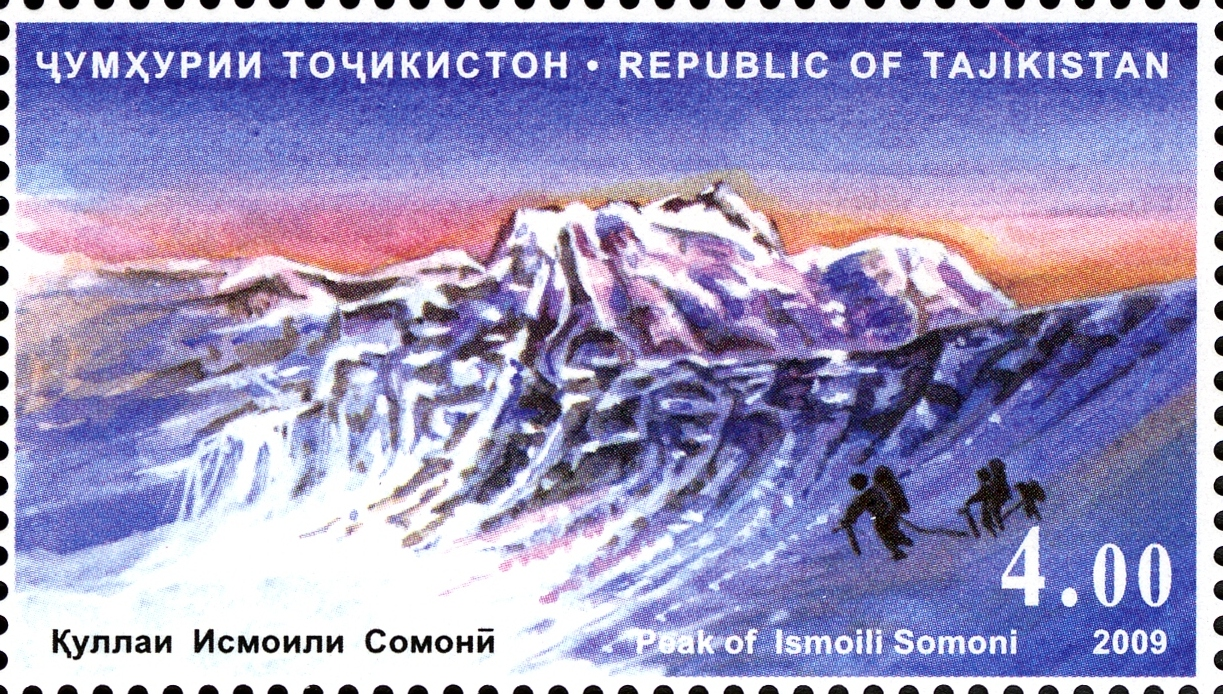
Francobollo del Tagikistan dedicato al picco Ismail Samani (2009)

È alto 7495 m slm e si trova nel Gorno-Badakhshan, in Tagikistan, a ovest del lago Karakul e del picco dell'Indipendenza (6940 m), nella catena dell'Akademii-Nauk (Accademia delle Scienze).  A nord, alla distanza di circa 13 km, si trova il picco Korženevskaja (7105 m) che fa parte della stessa catena.

## Storia
La sua esistenza è stata accertata solo nel 1928, ma inizialmente si ritenne che si trattasse del picco Garmo. Nel 1932 si capì che si trattava di un monte a parte e venne dedicato a Stalin (Пик Сталина, Pik Stalina). Nel 1962, come parte del processo di destalinizzazione operato da Chruščëv, il nome fu cambiato in picco del Comunismo (Пик Коммуни́зма, Pik Kommunizma) e nel 1998 è stato dedicato a Ismail Samani.
La prima scalata alla vetta, nel 1933, si deve all'alpinista sovietico Evgenij Abalakov.